# Adrian Diel
Pour les articles homonymes, voir Diel.
August Friedrich Adrian Diel (né le 4 février 1756 à Gladenbach ; mort le 22 avril 1839 à Diez) était un médecin allemand et un des fondateurs de la pomologie au tournant du XVIIIe siècle et du XIXe siècle.

## Biographie
Kaspar Ludwig, le père d'Adrian Diel, était chirurgien et apothicaire. August Friedrich Adrian, après des études à Giessen et Strasbourg, acquit en 1780 à Giessen un doctorat en médecine et chirurgie. Après quoi, il fut docteur à Gladenbach. En 1786 il était médecin du comte de Spaur, qui était juge à la Cour impériale de Wetzlar, et s'occupait principalement de balnéothérapie. En 1790 il prit le poste de balnéothérapiste à Bad Ems (Nassau) tout en étant médecin de l'arrondissement de Diez où il résidait. La même année, Diel devint Conseiller aulique, puis conseiller privé du duché de Nassau. Il épousa une jeune femme issue d'une famille de Diez, Maria Altgelt, mais celle-ci décéda peu après. À Diez, dans la propriété connue encore aujourd'hui sous le nom de Maison Eberhard, et que sa femme avait apportée en dot, Diel disposa de vastes vergers qui comptèrent, dit-on, jusqu'à 12 000 pommiers.
Il acquit une certaine importance comme créateur de variétés ainsi que comme auteur d'éminents écrits pomologiques, et il posa les bases qui permirent l'essor de cette science au XIXe siècle. En plus de son travail sur la systématique des arbres fruitiers, Diel exerça son influence politique pour promouvoir la culture fruitière dans le duché de Nassau. Après que les vignes eurent été largement détruites dans les environs immédiats de Diez, à cause d'une infestation parasitaire, Diel créa également de grands vergers de pruniers. À son initiative également l'introduction des cerises sur les hauteurs des environs de Lahn, ainsi que de l'ordonnance du gouvernement de Nassau de planter des arbres fruitiers le long des routes et de créer des vergers dans les écoles.
Il eut sept enfants de son mariage avec Adrietta Dorothea Christine, née Scriba.
En 1925, la ville de Diez nomma une route nouvellement créée Dielstraße. Dans sa ville natale de Gladenbach il y a une Adrian-Diel-Straße.

## Les fruits qui portent son nom
- Diels Barceloner Parmäne[1], Diels große englische Renette[2] et Diels Renette[3] étaient des variétés bien connues au XIXe siècle. La Dietzer Goldrenette[4] nous rappelle le lieu de ses travaux.
- Parmi les poires la Beurré Diel[5] rappelle le créateur de variété qu'il était (cf. Liste des variétés de poires (de)). Avec la Balduinsteiner Kinderbirne, maintenant disparue, Diel immortalisa le fait que Diez est situé près de Balduinstein.

## Travaux
- Pomologie
  - Anleitung zu einer Obstorangerie in Scherben. 1793; 2e édition en 1798 et 3e édition in 1804 sous le titre Ueber die Anlegung einer Obstorangerie in Scherben und die Vegetation der Gewächse.
  - Versuch einer systematischen Beschreibung in Deutschland vorhandener Kernobstsorten. 26 volumes, 1799–1832 (Numérisé).
  - Systematisches Verzeichniß der vorzüglichsten in Deutschland vorhandenen Obstsorten. Frankfurt 1818 suivi de deux autres volumes en 1829 and 1833.
- Médecine
  - Ueber den Gebrauch der Thermalbäder in Ems, 1825.
  - Ueber den innerlichen Gebrauch der Thermalbäder in Ems, 1832.
  - sowie Übersetzungen medizinischer Werke, u. a. der Medicinischen Commentarien einer Gesellschaft der Aerzte in Edinburg in acht Bänden.

## Liens
- August Friedrich Adrian Diel : Versuchs einer systematischen Beschreibung in Deutschland vorhandener Kernobstsorten. Frankfurt 1799 (Scans des Bücherei des Deutschen Gartenbaues e. V.)